# (538) Фредерика
(538) Фредерика (нем. Friederike) — довольно большой астероид главного пояса, который входит в состав семейства Гигея и принадлежит к спектральному классу B. Он был открыт 18 июля 1904 года немецким астрономом Паулем Гёцом в обсерватории Хайдельберг и назван в честь друга первооткрывателя.